# Apoptos
Apoptos (grekiska: ἀπόπτωσις, "fallande av från") eller programmerad celldöd är en funktion i celler hos organismer vilken medför att de kan dö på ett kontrollerat sätt utan att skada vävnad i sin omgivning, till skillnad från den mer kaotiska nekrosen. Vid apoptos tar cellen emot signaler som bland annat leder till att cellkärnan fragmenteras, cytoskelettet bryts ner och plasmamembranet förändras så att cellen kan fagocyteras av omgivande celler utan att det uppstår en inflammation. Processen är evolutionärt väl bevarad mellan olika arter. Den upptäcktes i rundmasken Caenorhabditis elegans av Sydney Brenner, H. Robert Horvitz och John E. Sulston som 2002 tilldelades Nobelpriset i fysiologi eller medicin.

## Betydelse
Apoptos förekommer inom ett flertal områden. Exempel från utvecklingsbiologin är att nervceller som inte fått rätt kontakter under embryostadiet dör genom apoptos, och att fingrar och tår frigörs från varandra genom att cellerna i vävnaden mellan dem dör.
Andra exempel är virusinfekterade celler som får signaler från NK-celler (natural killers) att genomgå apoptos för att undvika spridning av virus i kroppen. Celler med icke reparerbara DNA-skador (mutationer) initierar själva de signaler som behövs för apoptos, för att undvika att muterade celler förökas via celldelning med eventuell tumörutveckling som följd.
Hos en vuxen människa apoptoserar kontinuerligt gamla röda blodkroppar som ersätts av nybildade. Lymfocyter med fel specificitet i immunförsvaret selekteras bort genom apoptos. En normal cell i kroppen kan även elimineras genom apoptos om den förvärvat irreversibla genetiska skador som kan transformera den till en tumörcell. Många sjukdomar är associerade till apoptos; till sådana sjukdomar hör neurodegenerativa tillstånd som Alzheimers sjukdom och Parkinsons sjukdom.

## Molekylära mekanismer
En av de typiska förändringar som cellen genomgår vid apoptos är att molekylen fosfatidylserin exponeras på cellmembranet, och att cellen krymper för att slutligen delas upp i små apoptoskroppar. Omgivande celler tar sedan upp dessa genom fagocytos.
De viktigaste molekylerna i det signalsystem som styr apoptosen är en grupp proteaser, proteiner som kan bryta ner andra proteiner, vid namn kaspaser. Dessa kaspaser finns normalt i inaktiv form i cellerna. Vid apoptos aktiveras de av andra redan aktiva kaspaser, vilket leder till en självförstärkande kaskad av kaspasaktivering. Kaspaserna sätter igång ett förstörelsemaskineri i form av ett DNA:s, enzym som bryter ner DNA, vid namn CAD. I normala celler är CAD inaktiverat av inhibitorn iCAD. Kaspaserna förstör iCAD, varpå CAD bryter ner cellens DNA. De morfologiska förändringar man kan se hos en cell som genomgår apoptos har alla sitt ursprung i kaspasernas aktivitet då de klipper proteiner specifikt, när aktiner klipps förlorar cellen sin form, när laminer klipps förlorar cellkärnan sin form. Vidare inaktiveras proteinet PARP varför cellen inte går i nekros och klyvs och aktiveras prokaspaser.
Bland de typer av signaler som kan sätta igång apoptosmaskineringet finns
- Frisättning av cytokrom c. Cytokrom c finns normalt i utrymmet mellan mitokondriernas två membran, där det deltar i andningskedjan för produktion av ATP. Vid exempelvis skador på cellens DNA eller brist på tillväxtfaktorer frisätts cytokrom c ut i cytoplasman där det tillsammans med Apaf-1, ATP och en av inaktiv form av kaspas-9, bildar en apoptosom. Denna apoptosom fungerar som en plattform för kaspas-9 aktivering. Kaspas-9 i sin tur kan aktivera nedströms kaspaser, såsom kaspas-3.
- Dödsreceptorer. När en ligand, vanligen TNF (Tumour Necrosis Factor) binder till en dödsreceptor aktiverar denna kaspas-8 via ett adaptorprotein. Detta aktiverar i sin tur andra caspaser.

## Extracellulära signaler
Extracellulära proteiner som binder till cellytedödsreceptorer utlöser den extracellulära vägen för apoptos. Dödsreceptorer är transmembrana proteiner som består av en extracellulär ligandbindande del, ett enkelt transmembrant domän och ett intracellulärt dödsdomän, som krävs för att aktivera det apoptotiska programmet. Receptorerna hör till TNF-familjen och binder ligander tillhörande samma familj för signalproteiner.
Apoptosen aktiveras genom att en ligand (till exempel Fas, TNFα) binder en dödsreceptor. Det intracellulära dödsdomänet rekryterar då adaptorproteinet FADD, som i sin tur associerar med procaspas 8 eller 10, Dessa tillsammans bildar DISC (death-inducing signaling complex). Kaspas 8 blir aktiverat genom proteolytisk klyvning och aktiverar i sin tur Kaspas 3 genom klyvning som ser till att apoptosen genomförs (executioner caspase). Kaspas 3 klyver då ett antal substrat som ser till att cellskelettet förstörs, kromatin kondenseras och DNA klyvs vilket tillsammans leder till apoptos.

## Intracellulära signaler
Kallas även mitokondriell apoptos, då den är beroende av mitokondrien. Den kan ske till följd av skador som rubbad jonbalans, DNA-skador, förgiftning, syrebrist, värmechock, ER-stress, cell-cellkontater, celladhesion, miljö av tillväxtfaktorer. 
Apoptosen startar till följd av frisättning av cytokrom c från mitokondriens intermembranrum. När det har frisatts i cytosolen binder cytokrom c till Apaf-1 (apoptotic protease activating factor-1) som rekryterar prokaspas 9 och bildar tillsammans ett komplex som kallas apoptosom. I apoptosomen klyvs och aktiveras prokaspas 9, som sedan i sin tur aktiverar prokaspas 3 genom klyvning vilket leder till apoptos.

## Reglering av apoptos
Det finns en proteinfamilj som kallas för Bcl2 som har förmågan att reglera apoptos. Dessa finns för att försäkra att cellen dödar sig själv endast när det är ändamålsenligt. Dessa protein reglerar frisättningen av cytokrom c in till cytosolen och kan på så sätt reglera apoptos. Vissa proteiner är proapoptotiska och andra är anti-apoptotiska. De två grupperna kan binda till varandra på olika sätt och inhibera varandras funktion, och balansen mellan dessa två funktionella klasser bestämmer till stor del om en cell skall leva eller dö genom apoptos. 
När apoptotiska signaler kommer så aktiveras proapoptotiska proteiner och formerar oligomerer i mitokondriens yttre membran, där cytokrom c kan frisättas genom. Bax och Bak är de främsta proapoptotiska proteinerna som finns i membranet vid apoptossignaler. 
De anti-apoptotiska proteinerna är Bcl2 och Bcl-XL och de inhiberar apoptos genom att binda till proapoptotiska protein och inhibera deras funktion. På detta sätt hindrar de frisättningen av cytokrom c genom att de hindrar oligomerisering av de proapoptotiska proteinerna. 
Det finns även en grupp proapoptotiska proteiner som finns i cytoplasman och kan inhibera Bcl2 så att apoptos induceras lättare. Dessa finns i cytoplasman och de heter Bad, Bim, Bid. De inhiberar Bcl2 så att denna inte kan hindra de andra proapoptotiska proteinerna från att inducera apoptos. Bad, som inhiberar Bcl2, kan i sin tur inhiberas genom fosforylering. Den kan då inte binda Bcl2, utan Bcl2 blir fri och kan utöva sin funktion. Denna inhibering sker genom PI3-K-vägen, som stimuleras av tillväxtfaktorer, genom att Akt fosforylerar Bad.
För att inhibera apoptos finns också IAP:s (inhibitors of apoptosis). De har ett domän som ger dem förmågan att binda och inhibera aktiverade kaspaser. Vissa IAP:s kan också ubiquitinera kaspaser och därmed märka dem för degradation. På detta sätt finns en tröskel som måste passeras för ändamålsenlig apoptos. Det sker genom att anti-IAP:s som heter Smac och DIABLO frisätts från mitokondrien när membranpotentialen sjunker, och dessa inhiberar IAP:s. Htra2 frisätts också från mitokondrien, och detta är ett proteas som förstör IAP:s.

## Involution
Involution, en medicinsk term som syftar till den fysiologiska process varigenom antalet celler i ett organ minskar genom programmerad celldöd. Exempelvis sker involution av uterus efter en graviditet.